# The Bootleg Series Vol. 15: Travelin' Thru, 1967-1969
The Bootleg Series Vol. 15: Travelin' Thru, 1967-1969 è il titolo del quindicesimo album discografico di Bob Dylan appartenente alla serie Bootleg Series, pubblicato dalla Legacy Recordings il 1º novembre 2019. La compilation è incentrata sulle registrazioni che Dylan fece tra l'ottobre 1967 e il maggio 1970 per i suoi album John Wesley Harding e Nashville Skyline, e sulle apparizioni al The Johnny Cash Show e allo speciale televisivo Earl Scruggs: His Family and Friends.

## Tracce
CD 1 - John Wesley Harding & Nashville Skyline Sessions
1. Drifter’s Escape – 2:32 – (Take 1 Alternate Version)
2. I Dreamed I Saw St. Augustine – 3:50 – (Take 2 Alternate Version)
3. All Along the Watchtower – 2:31 – (Take 3 Alternate Version)
4. John Wesley Harding – 2:47 – (Take 1 Alternate Version)
5. As I Went Out One Morning – 4:22 – (Take 1 Alternate Version)
6. I Pity the Poor Immigrant – 2:32 – (Take 4 Alternate Version)
7. I Am a Lonesome Hobo – 2:56 – (Take 4 Alternate Version)
8. I Threw It All Away – 2:23 – (Take 1 Alternate Version)
9. To Be Alone with You – 2:26 – (Take 1 Alternate Version)
10. Lay Lady Lay – 3:24 – (Take 2 Alternate Version)
11. One More Night – 2:38 – (Take 2 Alternate Version)
12. Western Road (Outtake) – 4:07 – (Take 1)
13. Peggy Day (Alternate Version) – 2:07 – (Take 1)
14. Tell Me That It Isn’t True (Alternate Version) – 2:07 – (Take 2)
15. Country Pie (Alternate Version) – 2:07 – (Take 2)

CD 2 - The Dylan-Cash Sessions
1. I Still Miss Someone – 3:35 – (Take 5)
2. Don't Think Twice, It's All Right/Understand Your Man – 2:21 – (Rehearsal)
3. One Too Many Mornings – 4:06 – (Take 3)
4. Mountain Dew – 2:34 – (Take 1)
5. Mountain Dew – 1:50 – (Take 2)
6. I Still Miss Someone – 2:24 – (Take 2)
7. Careless Love – 6:48 – (Take 1)
8. Matchbox – 3:05 – (Take 1)
9. That's All Right, Mama – 2:41 – (Take 1)
10. Mystery Train/This Train Is Bound for Glory – 2:12 – (Take 1)
11. Big River – 2:03 – (Take 1)
12. Girl from the North Country – 3:04 – (Rehearsal)
13. Girl from the North Country – 2:29 – (Take 1)
14. I Walk the Line – 2:40 – (Take 2)
15. Guess Things Happen That Way – 1:14 – (Rehearsal)
16. Guess Things Happen That Way – 1:45 – (Take 3)
17. Five Feet High and Rising – 1:36 – (Take 1)
18. You Are My Sunshine – 3:16 – (Take 1)
19. Ring of Fire – 3:00 – (Take 1)

CD 3 - The Dylan-Cash Sessions, Live on The Johnny Cash Show, Self Portrait Sessions, & The Home of Thomas B. Allen, Carmel, New York con Earl Scruggs
1. Studio Chatter – 0:20
2. Wanted Man – 3:11 – (Take 1)
3. Amen – 1:39 – (Rehearsal)
4. Just a Closer Walk with Thee – 2:36 – (Take 1)
5. Jimmie Rodgers Medley No. 1 ((Basato su Blue Yodel No. 1 (T for Texas), The Brakeman’s Blues (Yodeling the Blues Away), & Blue Yodel No. 5 (It’s Raining Here))) – 2:55 – (Take 1)
6. Jimmie Rodgers Medley No. 2 (Basato su Waiting for a Train, The Brakeman’s Blues (Yodeling the Blues Away), and Blue Yodel No. 1 (T For Texas)) – 3:35 – (Take 2)
7. I Threw It All Away – 2:21 – (Live on The Johnny Cash Show)
8. Living the Blues – 2:31 – (Live on The Johnny Cash Show)
9. Girl from the North Country – 3:19 – (Live on The Johnny Cash Show)
10. Ring of Fire – 2:27 – (Outtake)
11. Folsom Prison Blues – 3:46 – (Outtake)
12. Earl Scruggs Interview – 0:41
13. East Virginia Blues – 2:34
14. To Be Alone with You – 2:37
15. Honey, Just Allow Me One More Chance – 1:52
16. Nashville Skyline Rag – 1:51 – (9/19/74: Take 3, Remake 2)